# United SportsCar Championship 2015
Die United SportsCar Championship 2015 war die zweite Saison der United SportsCar Championship. Die Saison startete mit dem 24-Stunden-Rennen von Daytona am 24.–25. Januar 2015 und endete am 3. Oktober 2015 mit dem Petit Le Mans auf der Road Atlanta.

## Teilnehmerfeld
Bisher haben folgende Teams an den Rennen teilgenommen:
| Team                                                 | #   | Chassis / Fahrzeug Motor        | Stammfahrer                                                            | Stammfahrer                                     | NAEC Fahrer                                                                                                 | NAEC Fahrer                          |
| Team                                                 | #   | Chassis / Fahrzeug Motor        | Name                                                                   | Einsätze                                        | Name | Einsätze                             |
| ---------------------------------------------------- | --- | ------------------------------- | ---------------------------------------------------------------------- | ----------------------------------------------- | --- | ------------------------------------ |
| Prototype                                            |     |                                 |                                                                        |                                                 | |                                      |
| DeltaWing Racing Cars with Claro/Tracfone            | 0   | Delta Wing DWC13 Mazda          | Katherine Legge Memo Rojas                                             | 1-4, 6-7, 9, 11-12                              | Gabby Chaves Andy Meyrick                                                                                   | 1 1-2, 12                            |
| Chip Ganassi Racing                                  | 01  | Riley DP Ford EcoBoost          | Scott Pruett Joey Hand                                                 | 1-7, 9, 11-12                                   | Charlie Kimball Sage Karam Scott Dixon                                                                      | 1 2, 12                              |
| Chip Ganassi Racing                                  | 02  | Riley DP Ford EcoBoost          | keine                                                                  | keine                                           | Scott Dixon Tony Kanaan Jamie McMurray Kyle Larson                                                          | 1                                    |
| Tequila Patron ESM                                   | 1   | HPD ARX 04b / HPD ARX 03b HPD   | keine                                                                  | keine                                           | Scott Sharp Ryan Dalziel David Heinemeier Hansson                                                           | 1-2                                  |
| Tequila Patron ESM                                   | 2   | HPD ARX 04b / HPD ARX 03b HPD   | keine                                                                  | keine                                           | Ed Brown Johannes van Overbeek Jon Fogarty                                                                  | 1-2                                  |
| Action Express Racing                                | 5   | Corvette DP (Coyote) Chevrolet  | João Barbosa Christian Fittipaldi                                      | 1-7, 9, 11-12                                   | Sebastien Bourdais Max Papis                                                                                | 1-2, 12 6                            |
| Action Express Racing                                | 31  | Corvette DP (Coyote) Chevrolet  | Eric Curran Dane Cameron                                               | 1-7, 9, 11-12                                   | Max Papis Phil Keen                                                                                         | 1-2, 6, 12 1                         |
| Speedsource                                          | 07  | Lola B12/80 Mazda SKYACTIV-D    | Tom Long Joel Miller                                                   | 1-7, 9, 11-12                                   | Ben Devlin Sylvain Tremblay                                                                                 | 1-2, 6 1-2                           |
| Speedsource                                          | 70  | Lola B12/80 Mazda SKYACTIV-D    | Jonathan Bomarito Tristan Nunez                                        | 1-4, 11-12                                      | Sylvain Tremblay James Hinchcliffe                                                                          | 1-2, 12 1                            |
| Starworks Motorsport                                 | 7   | Riley DP BMW                    | keine                                                                  | keine                                           | Tor Graves Rubens Barrichello Ryan Hunter-Reay Brendon Hartley Scott Mayer                                  | 1                                    |
| Wayne Taylor Racing                                  | 10  | Corvette DP (Dallara) Chevrolet | Jordan Taylor Ricky Taylor                                             | 1-7, 9, 11-12                                   | Max Angelelli                                                                                               | 1-2, 6, 12                           |
| Fifty Plus Racing Endures for a Cure Highway to Help | 50  | Riley DP BMW                    | keine                                                                  | keine                                           | Dorsey Schroeder Bryon de Foor Jim Pace Doug Smith David Hinton                                             | 1-2 1 1-2                            |
| Krohn Racing                                         | 57  | Ligier JS P2 Judd               | keine                                                                  | keine                                           | Tracy Krohn Nic Jönsson Olivier Pla Alex Brundle                                                            | 1-2 1                                |
| Michael Shank Racing                                 | 60  | Ligier JS P2 HPD                | Oswaldo Negri John Pew                                                 | 1-7, 9, 11-12                                   | Matt McMurry A. J. Allmendinger Justin Wilson                                                               | 1, 12 1 2                            |
| RG Racing                                            | 66  | Riley DP BMW                    | keine                                                                  | keine                                           | Robert Gewirtz Mark Kvamme Shane Lewis David Cheng                                                          | 1                                    |
| VisitFlorida.com Racing                              | 90  | Corvette DP (Coyote) Chevrolet  | Richard Westbrook Michael Valiante                                     | 1-7, 9, 11-12                                   | Mike Rockenfeller Guy Cosmo                                                                                 | 1-2, 12 1                            |
| Prototype Challenge                                  |     |                                 |                                                                        |                                                 | |                                      |
| Starworks Motorsport                                 | 8   | Oreca FLM09 Chevrolet           | Mirco Schultis Renger van der Zande Mike Hedlund                       | 1-2, 4-5, 7-9, 12 1-2, 4-9, 11-12 1-2, 6, 11-12 | Alex Popow Filipe Albuquerque                                                                               | 1-2, 6, 12 1                         |
| Starworks Motorsport                                 | 88  | Oreca FLM09 Chevrolet           | Alex Popow Sean Rayhall                                                | 11-12                                           | John Falb                                                                                                   | 12                                   |
| RSR Racing                                           | 11  | Oreca FLM09 Chevrolet           | Chris Cumming Bruno Junqueira                                          | 1-2, 4-9, 11-12                                 | Gustavo Menezes Jack Hawksworth                                                                             | 1-2, 12 1, 12                        |
| BAR1 Motorsports                                     | 16  | Oreca FLM09 Chevrolet           | Todd Slusher John Falb Sean Rayhall Matt McMurry Daniel Burkett        | 4, 8, 11 4, 7, 11 7-8 6, 9                      | Johnny Mowlem Tom Papadopoulos Brian Alder Tomy Drissi Martin Plowman Marc Drumwright David Cheng Don Yount | 1, 12 1 1-2, 12 1-2, 6 2, 12 2 12    |
| BAR1 Motorsports                                     | 61  | Oreca FLM09 Chevrolet           | Don Yount Ryan Lewis                                                   | 11                                              | Marc Drumwright Martin Plowman Ivo Breukers Shelby Blackstock Remo Ruscitti                                 | 1                                    |
| Performance Tech                                     | 38  | Oreca FLM09 Chevrolet           | James French Mike Hedlund James Vance Conor Daly                       | 1-2, 4-9, 11-12 4 1, 5 6-9, 11-12               | Jerome Mee Sean Johnston                                                                                    | 1-2, 6, 12 1                         |
| PR1/Mathiasen Motorsports                            | 52  | Oreca FLM09 Chevrolet           | Mike Guasch Tom Kimber-Smith                                           | 1-2, 4-9, 11-12                                 | Andrew Palmer Andrew Norvich                                                                                | 1-2, 6, 12 1                         |
| CORE Autosport                                       | 54  | Oreca FLM09 Chevrolet           | Jon Bennett Colin Braun                                                | 1-2, 4-9, 11-12                                 | James Gue Mark Wilkins Anthony Lazzaro                                                                      | 1-2, 6 1 12                          |
| JDC – Miller MotorSports                             | 85  | Oreca FLM09 Chevrolet           | Mikhail Goikhberg Zach Veach Stephen Simpson Matt McMurry Chris Miller | 1-2, 4-9, 11-12 4 1, 5, 8 7, 11 1-2, 6, 9, 12   | Rusty Mitchell Tristan Vautier Gerry Kraut                                                                  | 1-2, 6, 12 1 2                       |
| GT Le Mans                                           |     |                                 |                                                                        |                                                 | |                                      |
| Corvette Racing                                      | 3   | Corvette C7.R                   | Antonio García Jan Magnussen                                           | 1-4, 6-7, 9-12                                  | Ryan Briscoe                                                                                                | 1-2, 12                              |
| Corvette Racing                                      | 4   | Corvette C7.R                   | Tommy Milner Oliver Gavin                                              | 1-4, 6-7, 9-11                                  | Simon Pagenaud Ryan Briscoe                                                                                 | 1-2 12                               |
| Team Falken Tire                                     | 17  | Porsche 991 GT3 RSR             | Bryan Sellers Wolf Henzler                                             | 1-4, 6-7, 9-12                                  | Patrick Long                                                                                                | 1-2 12                               |
| BMW Team RLL                                         | 24  | BMW Z4 GTLM                     | John Edwards Lucas Luhr                                                | 1-4, 6-7, 9-12                                  | Graham Rahal Jens Klingmann                                                                                 | 1 1-2, 12                            |
| BMW Team RLL                                         | 25  | BMW Z4 GTLM                     | Dirk Werner Bill Auberlen                                              | 1-4, 6-7, 9-12                                  | Bruno Spengler Augusto Farfus                                                                               | 1 1-2, 12                            |
| AF Corse                                             | 51  | Ferrari 458 Italia              | keine                                                                  | keine                                           | Gianmaria Bruni Toni Vilander Emmanuel Collard François Perrodo                                             | 1                                    |
| Risi Competizione                                    | 62  | Ferrari 458 Italia              | Giancarlo Fisichella Pierre Kaffer                                     | 1-4, 6-7, 9-12                                  | Olivier Beretta Davide Rigon Andrea Bertolini Toni Vilander                                                 | 1 2 12                               |
| Aston Martin Racing                                  | 98  | Aston Martin Vantage V8         | keine                                                                  | keine                                           | Darren Turner Paul Dalla Lana Pedro Lamy Mathias Lauda Stefan Mücke                                         | 1-2 1                                |
| Porsche North America / CORE Autorsport              | 911 | Porsche 991 GT3 RSR             | Patrick Pilet Frédéric Makowiecki Michael Christensen Nick Tandy       | 1-4, 6-7, 9-12 1, 3 1, 4 1-2, 6-7, 9-12         | Richard Lietz Earl Bamber                                                                                   | 2, 12 2, 6                           |
| Porsche North America / CORE Autorsport              | 912 | Porsche 991 GT3 RSR             | Jörg Bergmeister Richard Lietz Michael Christensen Earl Bamber         | 1-4, 6-7, 9-12 3 1, 4 1-2, 6-7, 9-12            | Marc Lieb Frédéric Makowiecki Nick Tandy                                                                    | 1 2, 12 2, 6                         |
| GT Daytona                                           |     |                                 |                                                                        |                                                 | |                                      |
| TRG AMR                                              | 007 | Aston Martin Vantage GT3        | James Davison Christina Nielsen Kuno Wittmer                           | 1-2, 4-5 1-2, 4, 8-12 6, 8-12                   | Christopher Nygaard Brandon Davis                                                                           | 1 1-2, 12                            |
| TRG AMR                                              | 009 | Aston Martin Vantage GT3        | keine                                                                  | keine                                           | Derek de Boer Max Riddle Eliseo Salazar Kris Wilson Brandon Davis                                           | 1                                    |
| Mühlner Motorsport                                   | 18  | Porsche 911 GT America          | keine                                                                  | keine                                           | Darryl O’Young Marc Basseng Connor de Phillippi Matteo Beretta Niki Mayr-Melnhof                            | 1                                    |
| Mühlner Motorsport                                   | 19  | Porsche 911 GT America          | keine                                                                  | keine                                           | Ricardo Flores Connor de Phillippi Jim Michaelin Michael Lira Niki Mayr-Melnhof                             | 1                                    |
| Alex Job Racing                                      | 22  | Porsche 911 GT America          | Cooper MacNeil Leh Keen                                                | 1-2, 4-6, 8-12                                  | Shane van Gisbergen Andrew Davis                                                                            | 1 1-2, 6, 12                         |
| Team Seattle / Alex Job Racing                       | 23  | Porsche 911 GT America          | Mario Farnbacher Ian James                                             | 1-2, 4-6, 8-12                                  | Alex Riberas                                                                                                | 1-2, 12                              |
| Konrad Motorsport                                    | 28  | Porsche 911 GT America          | keine                                                                  | keine                                           | Christian Engelhart Rolf Ineichen Klaus Bachler Lance Willsey Christopher Zoechling                         | 1                                    |
| Riley Technologies                                   | 33  | Dodge Viper GT3-R               | Jeroen Bleekemolen Ben Keating                                         | 1-2, 4-6, 8-12                                  | Al Carter Marc Goossens Sebastiaan Bleekemolen                                                              | 1 1-2, 12                            |
| Riley Technologies                                   | 93  | Dodge Viper GT3-R               | Marc Miller Jeff Mosing                                                | 4                                               | Ben Keating Al Carter Dominik Farnbacher Kuno Wittmer Cameron Lawrence Marc Goossens                        | 1-2 1-2, 6, 12 1 1-2, 6, 12 2, 6, 12 |
| Magnus Racing                                        | 44  | Porsche 911 GT America          | Andy Lally John Potter                                                 | 1-2, 4-6, 8-12                                  | Marco Seefried Martin Ragginger Robert Renauer                                                              | 1-2, 6 1 12                          |
| Flying Lizard Motorsports                            | 45  | Audi R8 LMS                     | Patrick Byrne Guy Cosmo Mike Vess Jason Hart                           | 4 4, 12 11                                      | Markus Winkelhock Robert Thorne Satoshi Hoshino Tomonobu Fujii Marco Holzer Colin Thompson                  | 1 1-2, 12 1 2 2, 12                  |
| Paul Miller Racing                                   | 48  | Audi R8 LMS                     | Christopher Haase Dion von Moltke                                      | 1-2, 4-6, 8-12                                  | Bryce Miller René Rast                                                                                      | 1-2, 6, 12 1                         |
| AF Corse                                             | 49  | Ferrari 458 Italia              | keine                                                                  | keine                                           | Pasin Lathouras Michele Rugolo Matt Griffin Rui Aguas Marco Cioci Piergiuseppe Perazzini Enzo Potolicchio   | 1 1-2 2                              |
| Dempsey/ Wright Motorsport                           | 58  | Porsche 911 GT America          | Jan Heylen Madison Snow                                                | 1-2, 5-6                                        | Patrick Dempsey Philipp Eng Emilio Valverde                                                                 | 1 2                                  |
| Scuderia Corsa                                       | 63  | Ferrari 458 Italia              | Bill Sweedler Townsend Bell                                            | 1-2, 4-6, 8-12                                  | Anthony Lazzaro Jeff Segal Jeff Westphal                                                                    | 1-2 1, 12 1                          |
| Scuderia Corsa                                       | 64  | Ferrari 458 Italia              | keine                                                                  | keine                                           | Daniel Serra Francisco Longo Marcos Gomes Andrea Bertolini Jeff Westphal Matteo Cressoni                    | 1, 12 1 12                           |
| Park Place Motorsports                               | 73  | Porsche 911 GT America          | Patrick Lindsey Spencer Pumpelly                                       | 1-2, 4-6, 8-12                                  | Jim Norman Nelson Canache jr. Kévin Estre Madison Snow                                                      | 1-2 1 12                             |
| Compass360 Racing                                    | 76  | Audi R8 LMS                     | Ray Mason Pierre Kleinubing                                            | 8-11                                            | keine | keine                                |
| Lone Star Racing                                     | 80  | Dodge Viper GT3-R               | Dan Knox Marc Goossens                                                 | 11                                              | keine | keine                                |
| GB Autosport                                         | 81  | Porsche 911 GT America          | keine                                                                  | keine                                           | Michael Avenatti Damien Faulkner Mike Skeen Kuba Giermaziak Rory Butcher                                    | 1-2 1                                |
| Turner Motorsport                                    | 97  | BMW Z4 GT3                      | Markus Palttala Michael Marsal Dane Cameron                            | 1-2, 4-6, 9-12 1-2, 4-6, 8-12 8                 | Andy Priaulx Boris Said Billy Johnson                                                                       | 1-2, 12 1-2 12                       |

Anmerkungen
1. ↑  
In Daytona mit HPD ARX 04, ab Sebring in HPD ARX 03b

### Änderungen bei Teams
- Extreme Speed Motorsports: Das Team bestreitet die komplette Saison in der FIA-Langstrecken-Weltmeisterschaft und wird nur noch zu den NAEC Rennen in der USCC antreten
- Dempsey Racing: Das Team wird aufgelöst und Patrick Dempsey wird in der FIA-Langstrecken-Weltmeisterschaft antreten. Außerdem fährt Dempsey für Wright Motorsport im NAEC.[66][67]
- Marsh Racing: Der Sponsor wechselt zu Action Express Racing, das Team tritt nicht mehr in der USCC an[68]
- SRT Motorsports: Das Viper-Team zieht sich aus dem Motorsport zurück[69]
- OAK Racing: Das französische Team zieht sich aus der Meisterschaft zurück, um nicht gegen eigene Kunden anzutreten[70]
- Krohn Racing: Die Mannschaft um Tracy Krohn wechselt aus der GTLM in die P-Klasse und wird erneut nur ausgewählte Rennen bestreiten[71]
- Starworks Motorsport: Nach der eingestellten Entwicklung des HPD-Motors für DP’s, wechselt das Team in der P-Klasse zu Dinan-Motoren
- VisitFlorida.com Racing: Das Team Spirit of Daytona Racing ändert seinen Namen auf Grund des Hauptsponsors
- Flying Lizard Motorsport: Durch den Wechsel in die Pirelli World Challenge tritt das Team nur noch bei wenigen Rennen an

### Änderungen bei Fahrern
- Dane Cameron wechselt von Turner Motorsport zu Action Express Racing.
- Nach dem Rückzug des Viper-Teams wechselt Jonathan Bomarito zurück zu Speedsource, wo er bereits 2010–2012 fuhr
- Innerhalb der GTD-Klasse wechselt Christina Nielsen von NGT Motorsport zu TRG-AMR
- Das Duo Bill Sweedler und Townsend Bell wechselt von AIM Autosport zu Scuderia Corsa
- Zusammen mit dem Sponsor wechselt Eric Curran von Marsh Racing zu Action Express Racing
- Im BMW-Team werden Dirk Müller und Andy Priaulx durch Dirk Werner und Lucas Luhr ersetzt
- Porsche Werksfahrer Jörg Bergmeister wechselt aus der Langstrecken-WM in die USCC, nachdem er bereits mehrere Jahre in der ALMS und der Grand Am fuhr
- Auch Patrick Pilet wird die gesamte Saison im Porsche Werksteam fahren, nachdem er nur einzelne Auftritte 2014 hatte
- Der langjährigen BMW-Werksfahrer Joey Hand wechselt zum Prototypen-Team Chip Ganassi Racing
- Nach zwei Jahren bei Flying Lizard Motorsport wechselt Dion von Moltke zu Paul Miller Racing
- Von Chip Ganassi Racing zu Delta Wing Racing Cars wechselt Memo Rojas

## Rennkalender

### USCC
Nicht alle Rennen werden für alle Klassen ausgeschrieben, da die Anzahl der eingeschriebenen Teilnehmer die Kapazität einzelner Rennstrecken übersteigt. Zusätzlich wurde für die Werksteams der GTLM-Klasse die Terminüberschneidung mit den 24-Stunden von Le Mans berücksichtigt. Dies führt zu zwölf Events mit zehn Wertungsrennen je Klasse. Auf den Stadtkursen in Long Beach und Detroit werden Sprintrennen über 100 Minuten abgehalten. Alle weiteren Rennen, die nicht als NAEC-Event vorgesehen sind (siehe unten), werden ab dieser Saison über eine Rennlänge von 2:40 Stunden gehen. Zuvor waren 2:45 Stunden die übliche Länge amerikanischer Sportwagenrennen. Die neue Distanz gilt in dieser Saison auch für die Veranstaltung in Laguna Seca, bei der im vergangenen Jahr noch zwei getrennte Rennen für die P/GTLM- bzw. PC/GTD-Klassen ausgetragen wurden.
Im Vergleich zum Kalender der vorherigen Saison wurden die Events in Kansas (nur PC) und Indianapolis gestrichen. In den Kalender aufgenommen wurde ein Event in Lime Rock Park, eine Strecke die sowohl von der American Le Mans Series als auch von der Grand-Am Sports Car Series regelmäßig besucht wurde. Analog dem Rennen in Laguna Seca findet das Rennen über 2 Stunden statt.

### NAEC
Der Tequila Patron North American Endurance Cup (NAEC) wird unverändert zum Jahr 2014 ausgetragen.

### Ergebnisse
Gesamtsieger in fett dargestellt.
| Nr. | Datum         | Rennname / Rennstrecke                                          | NAEC | Rennformat   | Klasse | ges. Fzg.      | Sieger                         | Sieger                                                                 | Sieger                   |
| Nr. | Datum         | Rennname / Rennstrecke                                          | NAEC | Rennformat   | Klasse | ges. Fzg.      | Team                           | Fahrer                                                                 | Fahrzeug                 |
| --- | ------------- | --------------------------------------------------------------- | ---- | ------------ | ------ | -------------- | ------------------------------ | ---------------------------------------------------------------------- | ------------------------ |
| 1   | 24-25. Januar | 24-Stunden-Rennen von Daytona Daytona International Speedway    | X    | 24 Stunden   | P      | 16             | Chip Ganassi Racing            | Scott Dixon Jamie McMurray Tony Kanaan Kyle Larson                     | Riley DP / Ford EcoBoost |
| 1   | 24-25. Januar | 24-Stunden-Rennen von Daytona Daytona International Speedway    | X    | 24 Stunden   | PC     | 8              | PR1/Mathiasen Motorsports      | Mike Guasch Andrew Norvich Andrew Palmer Tom Kimber-Smith              | ORECA FLM09              |
| 1   | 24-25. Januar | 24-Stunden-Rennen von Daytona Daytona International Speedway    | X    | 24 Stunden   | GTLM   | 10             | Corvette Racing                | Jan Magnussen Antonio García Ryan Briscoe                              | Corvette C7.R            |
| 1   | 24-25. Januar | 24-Stunden-Rennen von Daytona Daytona International Speedway    | X    | 24 Stunden   | GTD    | 19             | Riley Technologies             | Dominik Farnbacher Ben Keating Al Carter Kuno Wittmer Cameron Lawrence | Dodge Viper GT3-R        |
|     |               |                                                                 |      |              |        |                |                                |                                                                        |                          |
| 2   | 21. März      | 12-Stunden-Rennen von Sebring Sebring International Raceway     | X    | 12 Stunden   | P      | 13             | Action Express Racing          | João Barbosa Christian Fittipaldi Sebastien Bourdais                   | Corvette DP              |
| 2   | 21. März      | 12-Stunden-Rennen von Sebring Sebring International Raceway     | X    | 12 Stunden   | PC     | 7              | PR1/Mathiasen Motorsports      | Mike Guasch Tom Kimber-Smith Andrew Palmer                             | ORECA FLM09              |
| 2   | 21. März      | 12-Stunden-Rennen von Sebring Sebring International Raceway     | X    | 12 Stunden   | GTLM   | 9              | Corvette Racing                | Jan Magnussen Antonio Garcia Ryan Briscoe                              | Corvette C7.R            |
| 2   | 21. März      | 12-Stunden-Rennen von Sebring Sebring International Raceway     | X    | 12 Stunden   | GTD    | 14             | Team Seattle / Alex Job Racing | Ian James Mario Farnbacher Alex Riberas                                | Porsche 911 GT America   |
|     |               |                                                                 |      |              |        |                |                                |                                                                        |                          |
| 3   | 18. April     | Sports Car Showcase at Long Beach Long Beach Grand Prix Circuit | --   | 100 Minuten  | P      | 9              | Wayne Taylor Racing            | Jordan Taylor Ricky Taylor                                             | Corvette DP              |
| 3   | 18. April     | Sports Car Showcase at Long Beach Long Beach Grand Prix Circuit | --   | 100 Minuten  | PC     | nicht am Start | nicht am Start                 | nicht am Start                                                         | nicht am Start           |
| 3   | 18. April     | Sports Car Showcase at Long Beach Long Beach Grand Prix Circuit | --   | 100 Minuten  | GTLM   | 8              | BWM Team RLL                   | Dirk Werner Bill Auberlen                                              | BMW Z4 GTLM              |
| 3   | 18. April     | Sports Car Showcase at Long Beach Long Beach Grand Prix Circuit | --   | 100 Minuten  | GTD    | nicht am Start | nicht am Start                 | nicht am Start                                                         | nicht am Start           |
|     |               |                                                                 |      |              |        |                |                                |                                                                        |                          |
| 4   | 3. Mai        | Monterey Grand Prix Laguna Seca Raceway                         | --   | 2:40 Stunden | P      | 9              | VisitFlorida.com Racing        | Richard Westbrook Michael Valiante                                     | Corvette DP              |
| 4   | 3. Mai        | Monterey Grand Prix Laguna Seca Raceway                         | --   | 2:40 Stunden | PC     | 7              | RSR Racing                     | Chris Cumming Bruno Junqueira                                          | ORECA FLM09              |
| 4   | 3. Mai        | Monterey Grand Prix Laguna Seca Raceway                         | --   | 2:40 Stunden | GTLM   | 8              | BWM Team RLL                   | Lucas Luhr John Edwards                                                | BMW Z4 GTLM              |
| 4   | 3. Mai        | Monterey Grand Prix Laguna Seca Raceway                         | --   | 2:40 Stunden | GTD    | 11             | Park Place Motorsports         | Patrick Lindsey Spencer Pumpelly                                       | Porsche 911 GT America   |
|     |               |                                                                 |      |              |        |                |                                |                                                                        |                          |
| 5   | 30. Mai       | Sports Car Classic Raceway at Belle Isle                        | --   | 100 Minuten  | P      | 7              | Action Express Racing          | Eric Curran Dane Cameron                                               | Corvette DP              |
| 5   | 30. Mai       | Sports Car Classic Raceway at Belle Isle                        | --   | 100 Minuten  | PC     | 6              | Starworks Motorsport           | Renger van der Zande Mirco Schultis                                    | ORECA FLM09              |
| 5   | 30. Mai       | Sports Car Classic Raceway at Belle Isle                        | --   | 100 Minuten  | GTLM   | nicht am Start | nicht am Start                 | nicht am Start                                                         | nicht am Start           |
| 5   | 30. Mai       | Sports Car Classic Raceway at Belle Isle                        | --   | 100 Minuten  | GTD    | 10             | Team Seattle / Alex Job Racing | Mario Farnbacher Ian James                                             | Porsche 911 GT America   |
|     |               |                                                                 |      |              |        |                |                                |                                                                        |                          |
| 6   | 28. Juni      | Six Hours of the Glen Watkins Glen International                | X    | 6 Stunden    | P      | 8              | VisitFlorida.com Racing        | Richard Westbrook Michael Valiante                                     | Corvette DP              |
| 6   | 28. Juni      | Six Hours of the Glen Watkins Glen International                | X    | 6 Stunden    | PC     | 7              | Starworks Motorsport           | Renger van der Zande Mike Hedlund Alex Popow                           | ORECA FLM09              |
| 6   | 28. Juni      | Six Hours of the Glen Watkins Glen International                | X    | 6 Stunden    | GTLM   | 8              | Team Falken Tires              | Wolf Henzler Bryan Sellers                                             | Porsche 991 GT3 RSR      |
| 6   | 28. Juni      | Six Hours of the Glen Watkins Glen International                | X    | 6 Stunden    | GTD    | 11             | Riley Technologies             | Marc Goossens Al Carter Cameron Lawrence                               | Dodge Viper GT3-R        |
|     |               |                                                                 |      |              |        |                |                                |                                                                        |                          |
| 7   | 12. Juli      | Sportscar Grand Prix Canadian Tire Motorsports Park             | --   | 2:40 Stunden | P      | 8              | Wayne Taylor Racing            | Jordan Taylor Ricky Taylor                                             | Corvette DP              |
| 7   | 12. Juli      | Sportscar Grand Prix Canadian Tire Motorsports Park             | --   | 2:40 Stunden | PC     | 7              | CORE Autosport                 | Jon Bennett Colin Braun                                                | ORECA FLM09              |
| 7   | 12. Juli      | Sportscar Grand Prix Canadian Tire Motorsports Park             | --   | 2:40 Stunden | GTLM   | 8              | Porsche North America          | Patrick Pilet Nick Tandy                                               | Porsche 991 GT3 RSR      |
| 7   | 12. Juli      | Sportscar Grand Prix Canadian Tire Motorsports Park             | --   | 2:40 Stunden | GTD    | nicht am Start | nicht am Start                 | nicht am Start                                                         | nicht am Start           |
|     |               |                                                                 |      |              |        |                |                                |                                                                        |                          |
| 8   | 25. Juli      | Northeast Grand Prix Lime Rock Park                             | --   | 2 Stunden    | P      | nicht am Start | nicht am Start                 | nicht am Start                                                         | nicht am Start           |
| 8   | 25. Juli      | Northeast Grand Prix Lime Rock Park                             | --   | 2 Stunden    | PC     | 7              | PR1/Mathiasen Motorsports      | Mike Guasch Tom Kimber-Smith                                           | ORECA FLM09              |
| 8   | 25. Juli      | Northeast Grand Prix Lime Rock Park                             | --   | 2 Stunden    | GTLM   | nicht am Start | nicht am Start                 | nicht am Start                                                         | nicht am Start           |
| 8   | 25. Juli      | Northeast Grand Prix Lime Rock Park                             | --   | 2 Stunden    | GTD    | 10             | Turner Motorsport              | Dane Cameron Michael Marsal                                            | BMW Z4 GT3               |
|     |               |                                                                 |      |              |        |                |                                |                                                                        |                          |
| 9   | 9. August     | Road Race Showcase Road America                                 | --   | 2:40 Stunden | P      | 8              | Action Express Racing          | Eric Curran Dane Cameron                                               | Corvette DP              |
| 9   | 9. August     | Road Race Showcase Road America                                 | --   | 2:40 Stunden | PC     | 7              | RSR Racing                     | Chris Cumming Bruno Junqueira                                          | ORECA FLM09              |
| 9   | 9. August     | Road Race Showcase Road America                                 | --   | 2:40 Stunden | GTLM   | 8              | Porsche North America          | Patrick Pilet Nick Tandy                                               | Porsche 991 GT3 RSR      |
| 9   | 9. August     | Road Race Showcase Road America                                 | --   | 2:40 Stunden | GTD    | 10             | Riley Technologies             | Jeroen Bleekemolen Ben Keating                                         | Dodge Viper GT3-R        |
|     |               |                                                                 |      |              |        |                |                                |                                                                        |                          |
| 10  | 23. August    | Oak Tree Grand Prix Virginia International Raceway              | --   | 2:40 Stunden | P      | nicht am Start | nicht am Start                 | nicht am Start                                                         | nicht am Start           |
| 10  | 23. August    | Oak Tree Grand Prix Virginia International Raceway              | --   | 2:40 Stunden | PC     | nicht am Start | nicht am Start                 | nicht am Start                                                         | nicht am Start           |
| 10  | 23. August    | Oak Tree Grand Prix Virginia International Raceway              | --   | 2:40 Stunden | GTLM   | 8              | Porsche North America          | Patrick Pilet Nick Tandy                                               | Porsche 991 GT3 RSR      |
| 10  | 23. August    | Oak Tree Grand Prix Virginia International Raceway              | --   | 2:40 Stunden | GTD    | 10             | Scuderia Corsa                 | Townsend Bell Bill Sweedler                                            | Ferrari 458 Italia       |
|     |               |                                                                 |      |              |        |                |                                |                                                                        |                          |
| 11  | 19. September | Lone Star Le Mans Circuit of The Americas                       | --   | 2:40 Stunden | P      | 9              | Chip Ganassi Racing            | Joey Hand Scott Pruett                                                 | Riley DP / Ford EcoBoost |
| 11  | 19. September | Lone Star Le Mans Circuit of The Americas                       | --   | 2:40 Stunden | PC     | 7              | CORE Autosport                 | Jon Bennett Colin Braun                                                | ORECA FLM09              |
| 11  | 19. September | Lone Star Le Mans Circuit of The Americas                       | --   | 2:40 Stunden | GTLM   | 8              | BWM Team RLL                   | Dirk Werner Bill Auberlen                                              | BMW Z4 GTLM              |
| 11  | 19. September | Lone Star Le Mans Circuit of The Americas                       | --   | 2:40 Stunden | GTD    | 12             | Riley Technologies             | Jeroen Bleekemolen Ben Keating                                         | Dodge Viper GT3-R        |
|     |               |                                                                 |      |              |        |                |                                |                                                                        |                          |
| 12  | 3. Oktober    | Petit Le Mans Road Atlanta                                      | X    | 10 Stunden   | P      | 9              | Action Express Racing          | João Barbosa Christian Fittipaldi Sebastien Bourdais                   | Corvette DP              |
| 12  | 3. Oktober    | Petit Le Mans Road Atlanta                                      | X    | 10 Stunden   | PC     | 7              | PR1/Mathiasen Motorsports      | Mike Guasch Tom Kimber-Smith Andrew Palmer                             | ORECA FLM09              |
| 12  | 3. Oktober    | Petit Le Mans Road Atlanta                                      | X    | 10 Stunden   | GTLM   | 8              | Porsche North America          | Patrick Pilet Nick Tandy Richard Lietz                                 | Porsche 991 GT3 RSR      |
| 12  | 3. Oktober    | Petit Le Mans Road Atlanta                                      | X    | 10 Stunden   | GTD    | 12             | Park Place Motorsports         | Patrick Lindsey Spencer Pumpelly Madison Snow                          | Porsche 911 GT America   |

1. ↑  
Anzahl der gestarteten Fahrzeuge

## Punktestände

### USCC

#### P-Klasse
Stand nach 10 von 10 Rennen
| Fahrer |                      |     |
| 1.     | João Barbosa         | 309 |
|        | Christian Fittipaldi | 309 |
| 2.     | Michael Valiante     | 306 |
|        | Richard Westbrook    | 306 |
| 3.     | Eric Curran          | 304 |
|        | Dane Cameron         | 304 |
| 4.     | Scott Pruett         | 301 |
|        | Joey Hand            | 301 |
| 5.     | Jordan Taylor        | 292 |
|        | Ricky Taylor         | 292 |

| Fahrer |                    |     |
| 6.     | Oswaldo Negri jnr. | 273 |
|        | John Pew           | 273 |
| 7.     | Tom Long           | 241 |
|        | Joel Miller        | 241 |
| 8.     | Katherine Legge    | 207 |
|        | Memo Rojas         | 207 |
| 9.     | Jonathan Bomarito  | 141 |
|        | Tristan Nunez      | 141 |
| 10.    | Max Papis          | 116 |
|        | …                  |     |

| Teams |                             |     |
| 1.    | #5 Action Express Racing    | 309 |
| 2.    | #90 VisitFlorida.com Racing | 306 |
| 3.    | #31 Action Express Racing   | 304 |
| 4.    | #01 Chip Ganassi Racing     | 301 |
| 5.    | #10 Wayne Taylor Racing     | 292 |
| 6.    | #60 Michael Shank Racing    | 273 |
| 7.    | #07 Mazda Motorsports       | 241 |
| 8.    | #0 Delta Wing Racing        | 207 |
| 9.    | #70 Mazda Motorsports       | 141 |
| 10.   | #50 Fifty Plus Racing       | 49  |
|       | …                           |     |

| Motor-Hersteller |           |     |
| 1.               | Chevrolet | 344 |
| 2.               | Ford      | 318 |
| 3.               | Honda     | 300 |
| 4.               | Mazda     | 282 |
| 5.               | BMW       | 58  |

#### PC-Klasse
Stand nach 10 von 10 Rennen
| Fahrer |                   |     |
| 1.     | Jon Bennett       | 318 |
|        | Colin Braun       | 318 |
| 2.     | Mike Guasch       | 313 |
|        | Tom Kimber-Smith  | 313 |
| 3.     | Chris Cumming     | 301 |
|        | Bruno Junqueira   | 301 |
| 4.     | Mikhail Goikhberg | 285 |

| Fahrer |                      |     |
| 5.     | Renger van der Zande | 268 |
| 6.     | James French         | 233 |
| 7.     | Mirco Schultis       | 206 |
| 8.     | Conor Daly           | 170 |
| 9.     | Andrew Palmer        | 141 |
| 10.    | Mike Hedlund         | 127 |
|        | …                    |     |

| Teams |                                  |     |
| 1.    | #54 CORE Autosport               | 318 |
| 2.    | #52 PR1/Mathiasen Motorsports    | 313 |
| 3.    | #11 RSR Racing                   | 301 |
| 4.    | #8 Starworks Motorsport          | 294 |
| 5.    | #85 JDC/Miller Motorsports       | 285 |
| 6.    | #38 Performance Tech Motorsports | 233 |
| 7.    | #16 BAR 1 Motorsports            | 178 |
| 8.    | #61 BAR 1 Motorsports            | 26  |
| 9.    | #88 Starworks Motorsport         | 25  |

#### GTLM-Klasse
Stand nach 10 von 10 Rennen
| Fahrer |                      |     |
| 1.     | Patrick Pilet        | 315 |
| 2.     | Dirk Werner          | 305 |
|        | Bill Auberlen        | 305 |
| 3.     | Jan Magnussen        | 295 |
|        | Antonio Garcia       | 295 |
| 4.     | Pierre Kaffer        | 293 |
|        | Giancarlo Fisichella | 293 |
| 5.     | John Edwards         | 291 |
|        | Lucas Luhr           | 291 |

| Fahrer |                  |     |
| 6.     | Jörg Bergmeister | 276 |
| 7.     | Wolf Henzler     | 268 |
|        | Bryan Sellers    | 268 |
| 8.     | Oliver Gavin     | 261 |
|        | Tommy Milner     | 261 |
| 9.     | Nick Tandy       | 255 |
| 10.    | Earl Bamber      | 225 |
|        | …                |     |

| Teams |                            |     |
| 1.    | #911 Porsche North America | 315 |
| 2.    | #25 BMW Team RLL           | 305 |
| 3.    | #3 Corvette Racing         | 295 |
| 4.    | #62 Risi Competizione      | 293 |
| 5.    | #24 BMW Team RLL           | 291 |
| 6.    | #912 Porsche North America | 276 |
| 7.    | #17 Team Falen Tire        | 268 |
| 8.    | #4 Corvette Racing         | 261 |
| 9.    | #98 Aston Martin Racing    | 52  |
| 10.   | #51 AF Corse               | 22  |

| Fahrzeug-Hersteller |           |     |
| 1.                  | Porsche   | 326 |
| 2.                  | BMW       | 319 |
| 3.                  | Chevrolet | 304 |
| 4.                  | Ferrari   | 302 |

| Reifen-Hersteller |          |     |
| 1.                | Michelin | 347 |
| 2.                | Falken   | 323 |

#### GTD-Klasse
Stand nach 10 von 10 Rennen
| Fahrer |                   |     |
| 1.     | Townsend Bell     | 281 |
|        | Bill Sweedler     | 281 |
| 2.     | Christina Nielsen | 279 |
| 3.     | Christopher Haase | 277 |
|        | Dion von Moltke   | 277 |
| 4.     | Mario Farnbacher  | 267 |
|        | Ian James         | 267 |
| 5.     | Patrick Lindsey   | 266 |
|        | Spencer Pumpelly  | 266 |

| Fahrer |                    |     |
| 6.     | Jeroen Bleekemolen | 265 |
|        | Ben Keating        | 265 |
| 7.     | Lee Keen           | 262 |
|        | Cooper MacNeil     | 262 |
| 8.     | John Potter        | 258 |
|        | Andy Lally         | 258 |
| 9.     | Michael Marsal     | 236 |
| 10.    | Kuno Wittmer       | 202 |
|        | …                  |     |

| Teams |                                    |     |
| 1.    | #63 Scuderia Corsa                 | 281 |
| 2.    | #007 TRG AMR                       | 279 |
| 3.    | #48 Paul Miller Racing             | 277 |
| 4.    | #23 Team Seattle / Alex Job Racing | 267 |
| 5.    | #73 Park Place Motorsports         | 266 |
| 6.    | #33 Riley Motorsports              | 265 |
| 7.    | #22 Alex Job Racing                | 262 |
| 8.    | #44 Magnus Racing                  | 258 |
| 9.    | #97 Turner Motorsport              | 257 |
| 10.   | #93 Riley Motorsports              | 156 |
|       | …                                  |     |

| Fahrzeug-Hersteller |         |     |
| 1.                  | Ferrari | 307 |
| 2.                  | Audi    | 306 |
| 3.                  | Porsche | 304 |
| 4.                  | BMW     | 298 |

### NAEC

#### P-Klasse
Stand nach 4 von 4 Rennen
| Fahrer |                      |    |
| 1.     | João Barbosa         | 45 |
|        | Christian Fittipaldi | 45 |
| 2.     | Sebastien Bourdais   | 37 |
| 3.     | Scott Pruett         | 35 |
|        | Joey Hand            | 35 |
| 4.     | Jordan Taylor        | 33 |
|        | Ricky Taylor         | 33 |
|        | Max Angelelli        | 33 |
| 5.     | Scott Dixon          | 32 |
| 6.     | Michael Valiante     | 31 |
|        | Richard Westbrook    | 31 |
| 7.     | Mike Rockenfeller    | 24 |
| 8.     | Oswaldo Negri jnr.   | 23 |
|        | John Pew             | 23 |
|        | Dane Cameron         | 23 |
|        | Eric Curran          | 23 |
|        | Max Papis            | 23 |

| Fahrer |                   |    |
| 9.     | Tom Long          | 22 |
|        | Joel Miller       | 22 |
|        | Memo Rojas        | 22 |
|        | Katherine Legge   | 22 |
| 10.    | Ben Devlin        | 18 |
|        | Jonathon Bomarito | 18 |
|        | Tristan Nunez     | 18 |
|        | Sylvain Tremlay   | 18 |
|        | Andy Meyrick      | 18 |
|        | ...               |    |

| Teams |                             |    |
| 1.    | #5 Action Express Racing    | 45 |
| 2.    | #01 Chip Ganassi Racing     | 35 |
| 3.    | #10 Wayne Taylor Racing     | 33 |
| 4.    | #90 VisitFlorida.com Racing | 31 |
| 5.    | #31 Action Express Racing   | 23 |
| 6.    | #60 Michael Shank Racing    | 23 |
| 7.    | #07 SpeedSource             | 22 |
| 8.    | #0 DeltaWing Racing         | 22 |

| Motor-Hersteller |           |    |
| 1.               | Chevrolet | 52 |
| 2.               | Ford      | 46 |
| 3.               | Honda     | 30 |
| 4.               | Mazda     | 25 |

#### PC-Klasse
Stand nach 4 von 4 Rennen
| Fahrer |                   |    |
| 1.     | Mike Guasch       | 46 |
|        | Andrew Palmer     | 46 |
|        | Tom Kimber-Smith  | 46 |
| 2.     | Jon Bennett       | 37 |
|        | Colin Braun       | 37 |
| 3.     | James Gue         | 33 |
| 4.     | Alex Popow        | 30 |
| 5.     | Mikhail Goikhberg | 28 |
|        | Rusty Mitchell    | 28 |

| Fahrer |                      |    |
| 6.     | Chris Cumming        | 24 |
|        | Bruno Junqueira      | 24 |
| 7.     | Chris Miller         | 22 |
|        | Renger van der Zande | 22 |
| 8.     | Mark Wilkins         | 19 |
| 9.     | Mike Hedlund         | 16 |
| 10.    | Andrew Norvich       | 15 |
|        | ...                  |    |

| Teams |                               |    |
| 1.    | #52 PR1/Mathiasen Motorsports | 46 |
| 2.    | #54 CORE Autosport            | 37 |
| 3.    | #8 Starworks Motorsport       | 32 |
| 4.    | #85 JDC/Miller Motorsports    | 28 |
| 5.    | #11 RSR Racing                | 24 |
| 6.    | #16 BAR1 Motorsports          | 14 |

#### GTLM-Klasse
Stand nach 4 von 4 Rennen
| Fahrer |                |    |
| 1.     | Jan Magnussen  | 39 |
|        | Antonio García | 39 |
| 2.     | Oliver Gavin   | 37 |
|        | Tommy Milner   | 37 |
|        | Ryan Briscoe   | 37 |
| 3.     | Patrick Pilet  | 33 |
|        | Nick Tandy     | 33 |
| 4.     | Wolf Henzler   | 32 |
|        | Bryan Sellers  | 32 |
| 5.     | Dirk Werner    | 26 |
|        | Bill Auberlen  | 26 |

| Fahrer |                      |    |
| 6.     | Pierre Kaffer        | 25 |
|        | Giancarlo Fisichella | 25 |
|        | Jörg Bergmeister     | 25 |
|        | Earl Bamber          | 25 |
|        | John Edwards         | 25 |
|        | Lucas Luhr           | 25 |
| 7.     | Patrick Long         | 24 |
| 8.     | Simon Pagenaud       | 23 |
| 9.     | Augusto Farfus       | 21 |
|        | Jens Klingmann       | 21 |
| 10.    | Frédéric Makowiecki  | 19 |
|        | ...                  |    |

| Teams |                            |    |
| 1.    | #3 Corvette Racing         | 39 |
| 2.    | #4 Corvette Racing         | 37 |
| 3.    | #911 Porsche North America | 33 |
| 4.    | #17 Team Falen Tire        | 32 |
| 5.    | #25 BMW Team RLL           | 26 |
| 6.    | #24 BMW Team RLL           | 25 |
| 7.    | #62 Risi Competizione      | 25 |
| 8.    | #912 Porsche North America | 25 |
|       | ...                        |    |

| Fahrzeug-Hersteller |           |    |
| 1.                  | Chevrolet | 46 |
| 2.                  | Porsche   | 45 |
| 3.                  | BMW       | 36 |
| 4.                  | Ferrari   | 27 |

#### GTD-Klasse
Stand nach 4 von 4 Rennen
| Fahrer |                    |    |
| 1.     | Al Carter          | 45 |
|        | Cameron Lawrence   | 45 |
| 2.     | Townsend Bell      | 35 |
|        | Bill Sweedler      | 35 |
| 3.     | Marc Goossens      | 34 |
| 4.     | Andy Lally         | 28 |
|        | John Potter        | 28 |
| 5.     | Kuno Wittmer       | 27 |
|        | Jeroen Bleekemolen | 27 |
|        | Ben Keating        | 27 |
|        | Christina Nielsen  | 27 |
| 6.     | Patrick Lindsey    | 26 |
|        | Spencer Pumpelly   | 26 |
|        | Madison Snow       | 26 |

| Fahrer |                        |    |
| 7.     | Lee Keen               | 25 |
|        | Cooper MacNeil         | 25 |
|        | Andrew Davis           | 25 |
|        | Christopher Haase      | 25 |
|        | Dion von Moltke        | 25 |
|        | Bryce Miller           | 25 |
| 8.     | Anthony Lazzaro        | 24 |
| 9.     | Sebastiaan Bleekemolen | 23 |
|        | Brandon Davis          | 23 |
| 10.    | Michael Marsal         | 22 |
|        | Markus Palttala        | 22 |
|        | ...                    |    |

| Teams |                                  |    |
| 1.    | #93 Riley Motorsports            | 45 |
| 2     | #63 Scuderia Corsa               | 35 |
| 3.    | #44 Magnus Racing                | 28 |
| 4.    | #007 TRG AMR                     | 27 |
| 5.    | #33 Riley Motorsports            | 27 |
| 6.    | #73 Park Place Motorsports       | 26 |
| 7.    | #22 Alex Job Racing              | 25 |
| 8.    | #48 Paul Miller Racing           | 25 |
| 9.    | #97 Turner Motorsport            | 22 |
| 10.   | #23 Team Seattle/Alex Job Racing | 17 |
|       | …                                |    |

| Fahrzeug-Hersteller |         |    |
| 1.                  | Porsche | 48 |
| 2.                  | Ferrari | 45 |
| 3.                  | Audi    | 35 |
| 4.                  | BMW     | 23 |